# Макаров, Анатолий Сергеевич
Анато́лий Серге́евич Мака́ров (род. 12.7.1940) — русский советский и российский писатель, журналист, драматург, переводчик.

## Биография и творчество
Родился и вырос в Москве. В 1963 году окончил факультет журналистики МГУ. Работал специальным корреспондентом еженедельника «Неделя», колумнистом в «Литературной газете».
Дебютная повесть «Человек с аккордеоном», опубликованная в 1974 году в журнале «Юность», принесла автору известность, была переведена на другие языки и положена в основу одноимённого кинофильма (1985, режиссёр Н. Досталь) и спектакля. Член Союза писателей СССР с 1976 года.
Основная тема его художественных произведений — воспоминания о послевоенной Москве. Автор документальных книг об Александре Вертинском и В. Соловьёве-Седом.